# Église Notre-Dame de Bazoges-en-Pareds
L'église Notre-Dame-de-l'Assomption est une église catholique située dans la commune de Bazoges-en-Pareds en Vendée en France. 

## Historique

### Construction et agrandissements (XIeetXVIIIesiècles)
La première mention d'une église à Bazoges-en-Pareds date de 1056. À cette date, le seigneur de Bazoges Thibaut Luneau (Theobaldus Luneli) fait don de plusieurs terres autour de Bazoges-en-Pareds, ainsi que de l'église de Mouilleron-en-Pareds, aux moines de l'abbaye de Maillezais et du prieuré de Vouvant. En 1090, les quatre fils de Thibaut font don aux mêmes moines de toute l'église de Bazoges-en-Pareds, de ses droits et dépendances. Dès lors, le curé de Bazoges est nommé par l'abbé de Maillezais. Lors de la partition du diocèse de Poitiers en 1317, Notre-Dame de Bazoges est rattachée à l'évêché de Luçon, mais c'est toujours l'abbé, devenu abbé-évêque de Maillezais, qui en nomme le curé. 
L'on sait peu de choses[style à revoir] sur cette première église, mais elle devait plus tenir de la chapelle castrale que de la véritable église paroissiale. Il n'en reste aujourd'hui que les murs de la nef nord ainsi que la base du clocher. 
Aux XVe et XVIe siècles, les nouveaux seigneurs de Bazoges agrandissent leur église. Les Girard de Bazoges font alors construire une chapelle seigneuriale, placée sous le patronage de la Vierge Marie, au nord-est du bâtiment. Composée de deux travées voutées d'ogives, cette chapelle présente un ensemble de culs-de-lampe armoriés illustrant les liens entretenus par la famille Girard avec les autres familles seigneuriales de la région. Une seconde nef, plus large, plus haute mais moins longue que la première (deux travées contre trois), est ajoutée au sud. Enfin, un chœur est construit au sud-est. 
L'église n'échappe pas aux guerres de Religion qui ravagent le Poitou : les Poussard, seigneurs de Bazoges depuis 1563, sont protestants. Si Charles Poussard (seigneur de Bazoges, 1563-1584) est un proche d'Henri de Navarre, il n'est pas pour autant un fanatique et il autorise les catholiques à pratiquer leur culte dans l'église. Par ailleurs, si Charles Poussard et son fils (également prénommé Charles) prennent part aux combats dans le camp réformé, leur seigneurie est épargnée par la guerre. Le château n'est assiégé qu'en 1594, par la Ligue Catholique, mais l'arrivée au bout de trois jours de siège de renforts envoyés par le seigneur des Roches-Baritaud et par le sénéchal de Fontenay-le-Comte disperse les assiégeants (leur chef, un certain Don Alonso, est tué lors de l'accrochage). Un arrêt royal signé de la main de Louis XIV interdisant l'exercice du culte réformé dans la paroisse de Bazoges et d'autres paroisses du Bas-Poitou en 1652 (sauf en présence du seigneur du lieu, mais les Poussard ne résident presque pas à Bazoges) rend officiellement l'église Notre-Dame au culte catholique. 

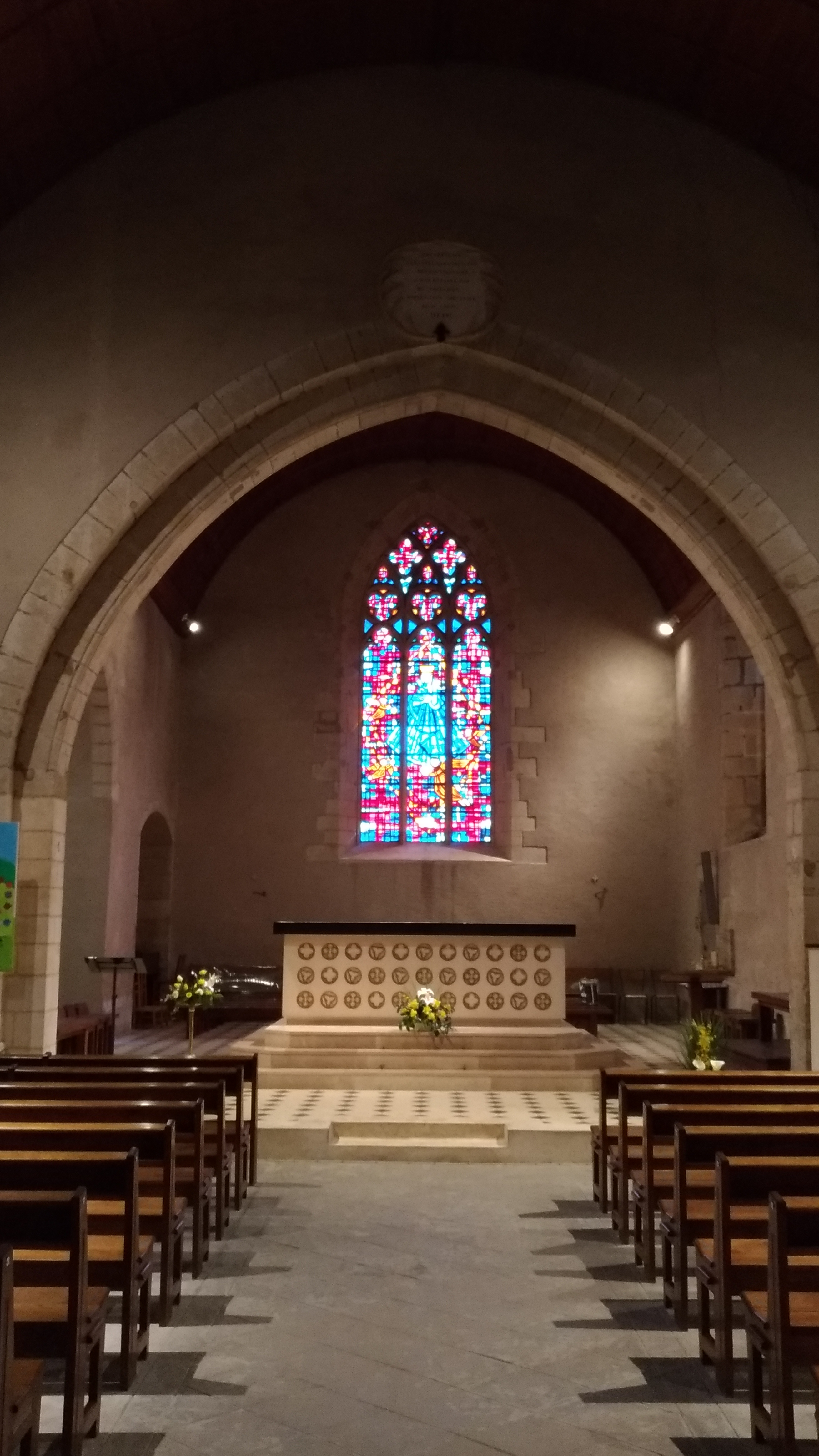
Nef sud et chœur (XVe siècle).

Lors de la visite paroissiale qu'il effectue le 9 mai 1778, l'évêque de Luçon Charles Isidore de Mercy souligne l'état de certains éléments de l'église : les fonts baptismaux, inaugurés en 1763, ne sont pas couverts, le confessionnal est en très mauvais état, de même que la pierre sacrée du maître-autel, qui est descellée. Mais l'état général du bâtiment est convenable.

### Incendie et restaurations (1794-1962)
Le passage de la Première Colonne Infernale dans Bazoges, le 30 janvier 1794, n'épargne pas l'église : après le château de Pulteau et une partie du bourg, elle est livrée aux flammes. Fort heureusement, les murs n'ont presque rien et les éléments architecturaux hérités de la période médiévale sont encore là. Les restaurations s'étalent sur plus d'une siècle et demi. Une première cloche est installée en 1819, en remplacement des anciennes fondues pendant les guerres de Vendée. Trois autres suivront en 1858 et 1860. En 1823, une première campagne de restauration des murs et des charpentes est engagée. Une plaque apposée au sommet de l'arc séparant le chœur de la nef principal indique : « cette église ravagée par l'impiété révolutionnaire a été réparée par M Jouffion, bienfaiteur Chevalier de Saint-Louis, 1823 ». Issu d'une famille noble de la commune, dont il a d'ailleurs été maire, Jean-Marie Jouffrion est donc à l'origine de cette première restauration. 
L'église issue de cette première restauration est très sombre. Il suffit de consulter quelques anciennes cartes postales du monument pour se rendre compte de l'absence d'ouverture et de la place immense prise par le retable dans le chœur. Pour pallier cette situation et pour renforcer les murs du bâtiments, une seconde campagne de restauration est entreprise entre 1958 et 1962, financée notamment par les dons du maire de la commune, Simon Louvart de Pontlevoye, et son épouse Marie-Thérèse de Fayolle. Fille d'un archéologue périgourdin président du musée de Perpignan, Marie-Thérèse s'intéresse de très près à ces fouilles. Profitant du renforcement du pilier central de l'église, elle demanda aux ouvriers de creuser le sol autour de la colonne. deux tombeaux furent mis au jour, dont l'un enfermait une paire d'éperons dorés, appartenant sans doute à un seigneur de Bazoges. 
C'est lors de cette seconde campagne de restauration que furent créés les vitraux, par Van Guy, un maître verrier tourangeau. Le vitrail principal, représentant la Vierge en Assomption situé au fond du chœur, porte les armes des Pontlevoye et des Fayolle en remerciement des dons effectués par la famille. Il est d'ailleurs curieux de remarquer le visage de cette Vierge, qui, selon la tradition, est celui de la grand-mère de l'artiste, que Simon Louvart de Pontlevoye avait connu dans sa jeunesse. L'actuel maître autel date également de cette période. 
L'église dans sa totalité a été inscrite aux Monuments Historiques le 20 octobre 2003.

### Prieuré Notre-Dame
Les moines de l'abbaye de Maillezais qui entrent en possession de l'église en 1090 y installe rapidement un prieuré. La première mention écrite de ce prieuré date de 1200, lorsqu'il reçoit la visite de l'évêque de Poitiers. C'est lui également qui reçoit, en 1305, la visite de Bertrand de Goth, alors archevêque de Bordeaux devenu quelques années plus tard pape sous le nom de Clément V. On ne sait pas exactement où se trouvait ce prieuré, mais il est probable qu'il se situait autour de l'actuelle place du Marché. La présence du cimetière juste derrière la place (l'église étant incluse dans le périmètre fortifié, il n'y avait pas de place autour pour y établir un cimetière), au moins depuis le XVe siècle, incite en tout cas à le croire. D'ailleurs, jusqu'au XIXe siècle, cette place s'appelle « aire dimière », du nom de cet ancien impôt dû à l'Église. 
On connaît[style à revoir] peu de noms de prieurs de Notre-Dame de Bazoges : les deux comptes-rendus de visites paroissiales (1534 et 1778) mentionnent leur présence mais ne donnent pas leurs noms. On estime[style à revoir] qu'aux XVIIe et XVIIIe siècles, entre 5 et 6 moines occupaient le prieuré, auxquels il faut ajouter au moins le prêtre-curé, son vicaire, un diacre. Nous connaissons[Qui ?] également les armes du prieuré Notre-Dame de Bazoges : « d'azur à une croix écartelée d'or et de gueules ». Selon l'abbé Aillery, un agrandissement du cimetière en 1840 aurait mis au jour des fondations, assimilées par le prélat à celles de la chapelle du prieuré.

## Architecture
L'église Notre-Dame-de-l'Assomption se divise en cinq espaces : deux nefs, un chœur, une chapelle seigneuriale et le clocher. 

### Nefs

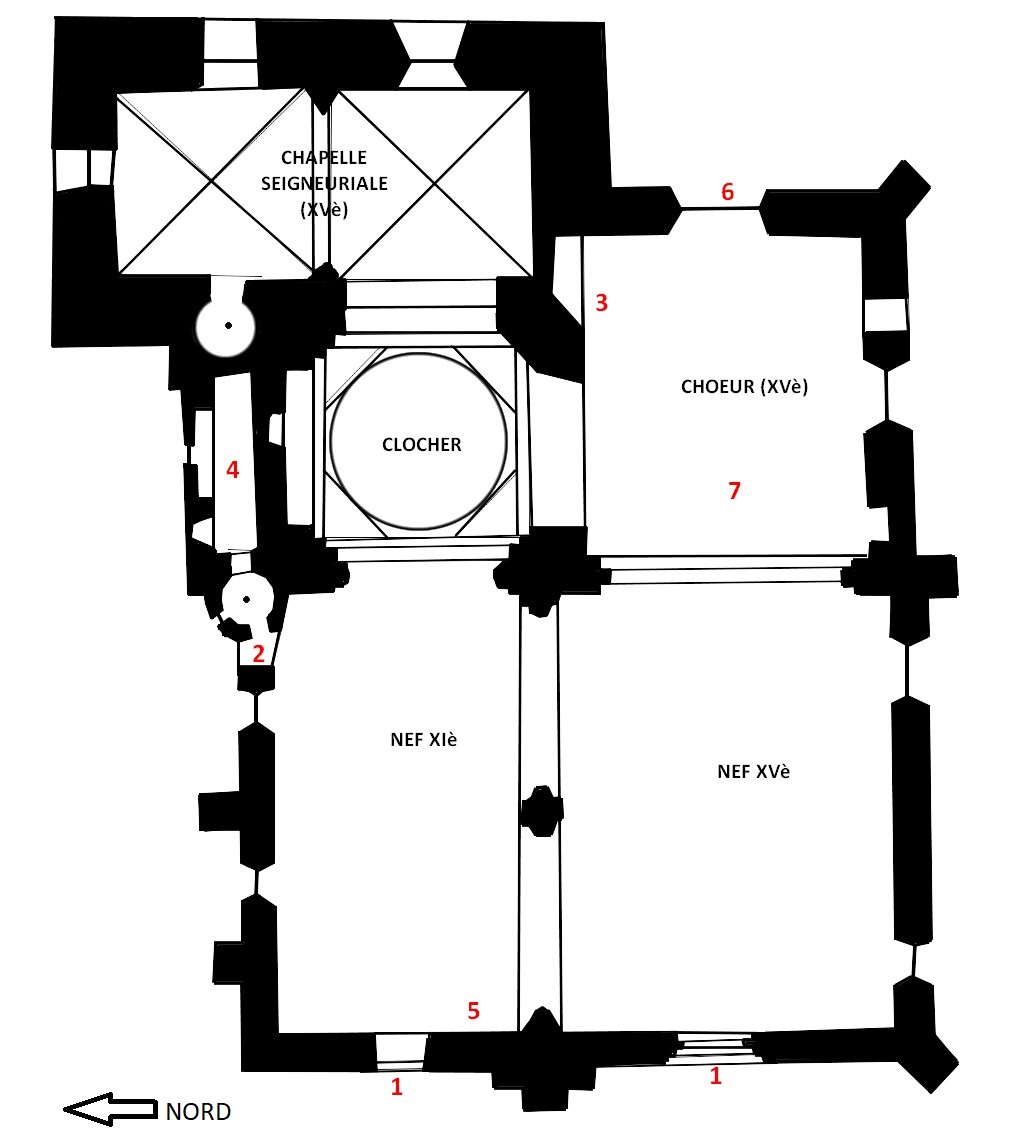
Plan de l'église de Bazoges-en-Pareds

La plus ancienne des nefs est celle située au nord du monument. Composée de trois travées, la plus proche du chœur soutenant le clocher, elle date du XIe siècle. Sous le clocher se trouvent les fonts baptismaux, pièce de marbre noir et de cuivre datant de 1763. La nef sud, plus large et plus haute, ne compte que deux travées et a été construite au XVe ou au début du XVIe siècle. Les deux nefs portent une voûte en bois de style roman. 
Chacune des nefs dispose d'une entrée sur le parvis de l'église (no 1 sur le plan ci-contre) : une petite porte au nord du parvis pour la nef XIe et la grande porte pour la nef XVe. Il existe une troisième porte, située tout au nord, plus petite que les deux autres (no 2).

### Chœur et banc seigneurial
Le chœur, lui aussi doté d'une voûte en bois, est un ajout du XVe ou du début du XVIe siècle. Il abrite le maître autel, installé en 1962 et résolument moderne, ainsi que le grand vitrail de la Vierge en Assomption mentionné plus haut (no 6 et 7). On trouve encore dans le chœur l'un des éléments les plus remarquables de l'église : le dossier du banc seigneurial (no 3 sur le plan). 

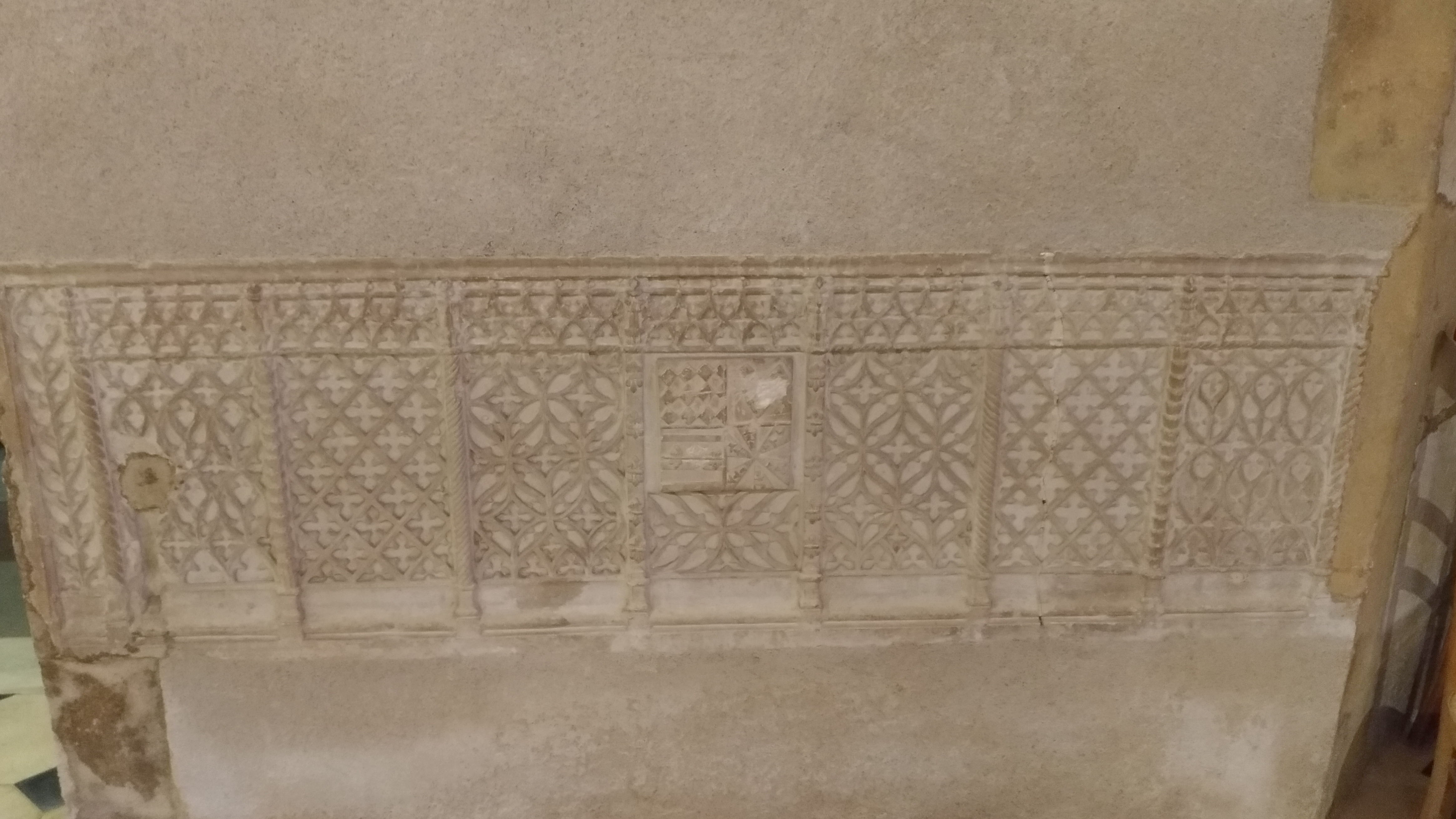
Dossier du banc seigneurial de l'église N.-D. de Bazoges.

Dans toutes les églises, les nobles locaux pouvaient s'acheter le droit de banc, et ainsi disposer d'un ou plusieurs bancs au plus près de l'autel, selon la somme dépensée. Plusieurs nobliaux bazogeais avaient leurs bancs dans l'église, comme les seigneurs de Puymain ou de Pulteau. Quant aux seigneurs du lieu, parce qu'ils étaient les fondateurs de l'église, ils disposaient d'un banc dans le chœur, visible par tous. Seul le dossier de ce banc nous est parvenu : il s'agit d'un bas-relief de style gothique flamboyant en bon état de conservation qui porte une série de blasons. Ce sont ces blasons qui nous permettent de dater le chœur. On[style à revoir] y trouve les blasons des Girard de Bazoges, seigneurs du lieu (losangé d'or et de gueules), des Puy du Fou (de gueules aux trois macles d'argent, actuel blason du Grand Parc), des Harpedanne de Belleville (gironné de gueule et de vair de douze pièces) et un blason fleur-de-lysé que l'on n'a pu rattacher à aucune famille liée aux seigneurs de Bazoges. Or, un seul seigneur bazogeais est lié aux Puy du Fou et aux Belleville : Jean III Girard (1525-1563), fils de Joachim II Girard et de Jacquette du Puy du Fou, et petit-fils d'une Belleville. On peut ainsi dater la fin des travaux d'agrandissement de l'église du règne de Jean III, au milieu du XVIe siècle. 

### Chapelle seigneuriale
Au XVe siècle, une chapelle seigneuriale est ajoutée en prolongement de la première nef, à l'angle nord-est de l'église. Divisée en deux travées toutes les deux voûtées d'ogives, cette chapelle est richement décorée. Presque tous les culs-de-lampe en sont sculptés, avec des blasons appartenant aux familles liées aux Girard de Bazoges. Le premier blason que l'on voit en entrant dans l'espace de la chapelle, sur le pilier Est, est celui des Girard. Sous la chapelle se trouve la crypte des seigneurs de Bazoges. 

### Clocher
Tour carrée au toit à faible pente, le clocher est l'un des éléments les plus anciens de l'église. Il repose sur une coupole sur trompe au sommet de laquelle on voit encore les trous des cordes des cloches. Quatre cloches se trouvent à l'intérieur : 
- Françoise, installée en 1819, nommée en l'honneur de Françoise-Placide Jouffrion, épouse du maire de la commune et bienfaitrice ayant financé les restaurations du monument ;
- Josèphe, installée en 1858 ;
- Marie-Paule, installée en 1860 ;
- Marie-Angélique, installée elle aussi en 1860.

### Extérieurs: décorations et fortifications

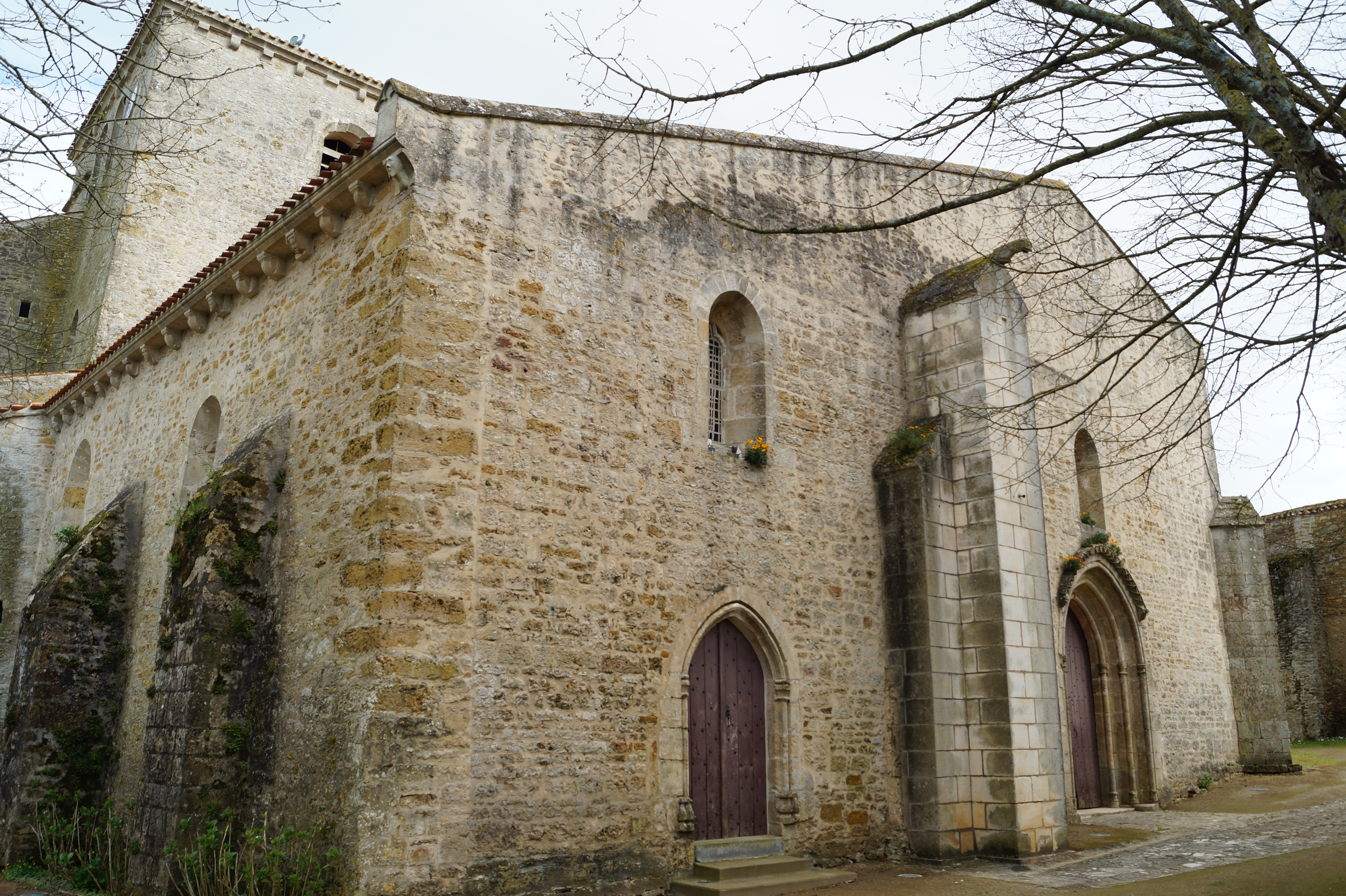
Portails d'entrée de l'église (face ouest).

À l'extérieur, l'église de Bazoges présente tant des éléments de style roman (les modillons par exemple) que des pièces gothiques, notamment le grand vitrail de la Vierge. 
L'avancée du toit est supportée par une série de 31 petits modillons, une partie d'entre eux étant sculptés. On y trouve une série de visages humains ou anthropomorphes en alternance avec des modillons simples sans décoration, sans doute ceux restaurés lors des campagnes du XIXe siècle. Les deux portails ouvrant sur le parvis sont eux aussi décorés et sculptés. Enfin, on trouve sur le mur sud de la nef l'emplacement d'un ancien cadran solaire. 
L'église de Bazoges présente un dernier aspect, bien plus discret que les précédents : elle est fortifiée. Il est courant de croiser des églises fortifiées dans l'est de la Vendée : le Boupère, Mouilleron-en-Pareds, Réaumur, Thouarsais, etc. Toutes l'ont été aux XIVe ou XVe siècle, pendant la guerre de Cent Ans. Toutes se trouvaient éloignées de places fortes : les paroissiens fortifièrent les églises pour pouvoir mieux se protéger des attaques. Or, à Bazoges, l'église n'est pas éloignée d'une place forte : elle est dans la place forte. Selon toute vraisemblance, il est fort probable qu'elle était même totalement incluse dans les remparts. Les murs de la chapelle seigneuriale font tous 2 mètres d'épaisseur, contrairement aux autres murs de l'église, épais d'environ 1 mètre. Or les quelques pans de remparts qui subsistent sont eux aussi épais de 2 mètres. La chapelle était donc partie prenante des fortifications du château de Bazoges. D'ailleurs, son mur sud présente, juste derrière le chœur de l'église, une archère-canonnière comblée qui permettait de viser directement vers le pont-levis et l'entrée principale de la place forte. 

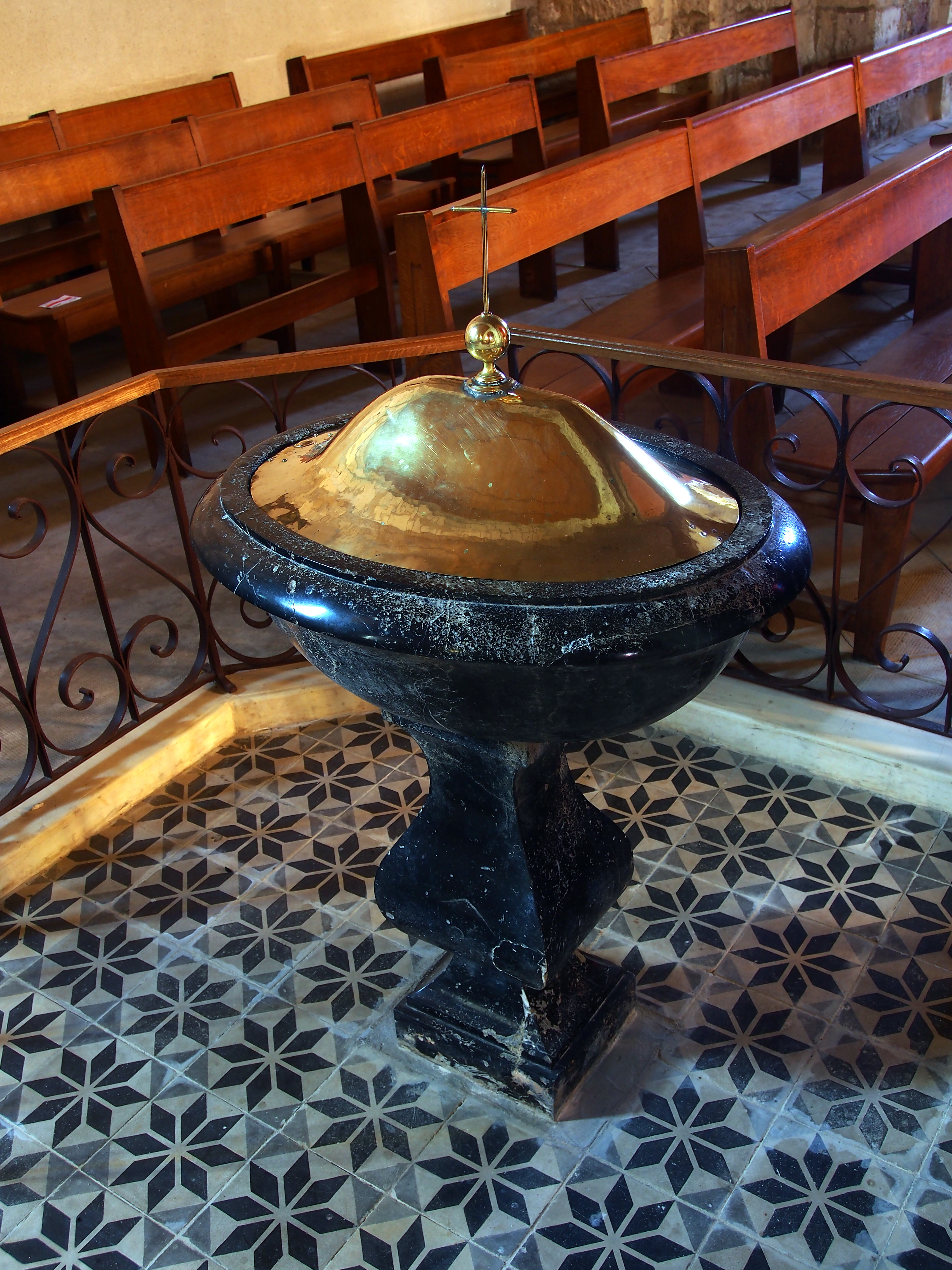
Les fonts baptismaux (marbre noir et cuivre doré, 1763-1780).

En plus de cette chapelle, on trouve une dizaine de petits trous percés dans les murs, qui permettaient à des tireurs de protéger l'entrée du parvis. Deux se trouvent à l'est, tout au sommet de la chapelle seigneuriale, vers l'extérieur de la place. Les huit autres sont tous situés sur la face nord de l'église. Deux sont au niveau du contrefort du clocher (un à sa base, l'autre à mi-hauteur). Deux autres se trouvent dans la tourelle d'escalier située juste à côté de l'entrée no 2 du plan. Cet escalier donne accès à un couloir caché dans le mur de la nef (no 4), dans lequel se trouvent deux emplacements de tirs particuliers : l'un est orienté de façon à n'être visible que depuis le parvis de l'église, et est ainsi impossible à repérer depuis l'extérieur de la forteresse ; l'autre se compose en fait de trois petites ouvertures permettant à un seul tireur de couvrir toutes les directions.

### Mobilier
Le mobilier de l'église de Bazoges est simple mais très intéressant. On[style à revoir] y trouve 8 vitraux contemporains réalisés autour de 1960 par le maître tourangeau Van Guy. L'autel principal date de la même période. On trouve un second autel dans la chapelle seigneuriale. 
Les fonts baptismaux sont composés d'une cuve en marbre noir, inaugurée en 1763, et d'un couvercle en cuivre doré installé vers 1780, après la visite paroissiale de Mgr de Mercy qui constate, atterré, que les fonts ne sont pas couverts. Près de la porte de la petite nef se trouve le confessionnal. Il date de 1778 et a été changé sur ordre de Mgr de Mercy qui jugeait le précédent en piteux état ; la date de 1778 figure d'ailleurs sur le meuble. 
Le chemin de croix, les bancs en bois (XIXe siècle) et deux sculptures en bois elle aussi (non datée, probablement de la fin du XIXe siècle) complètent le mobilier.

## Galerie photos

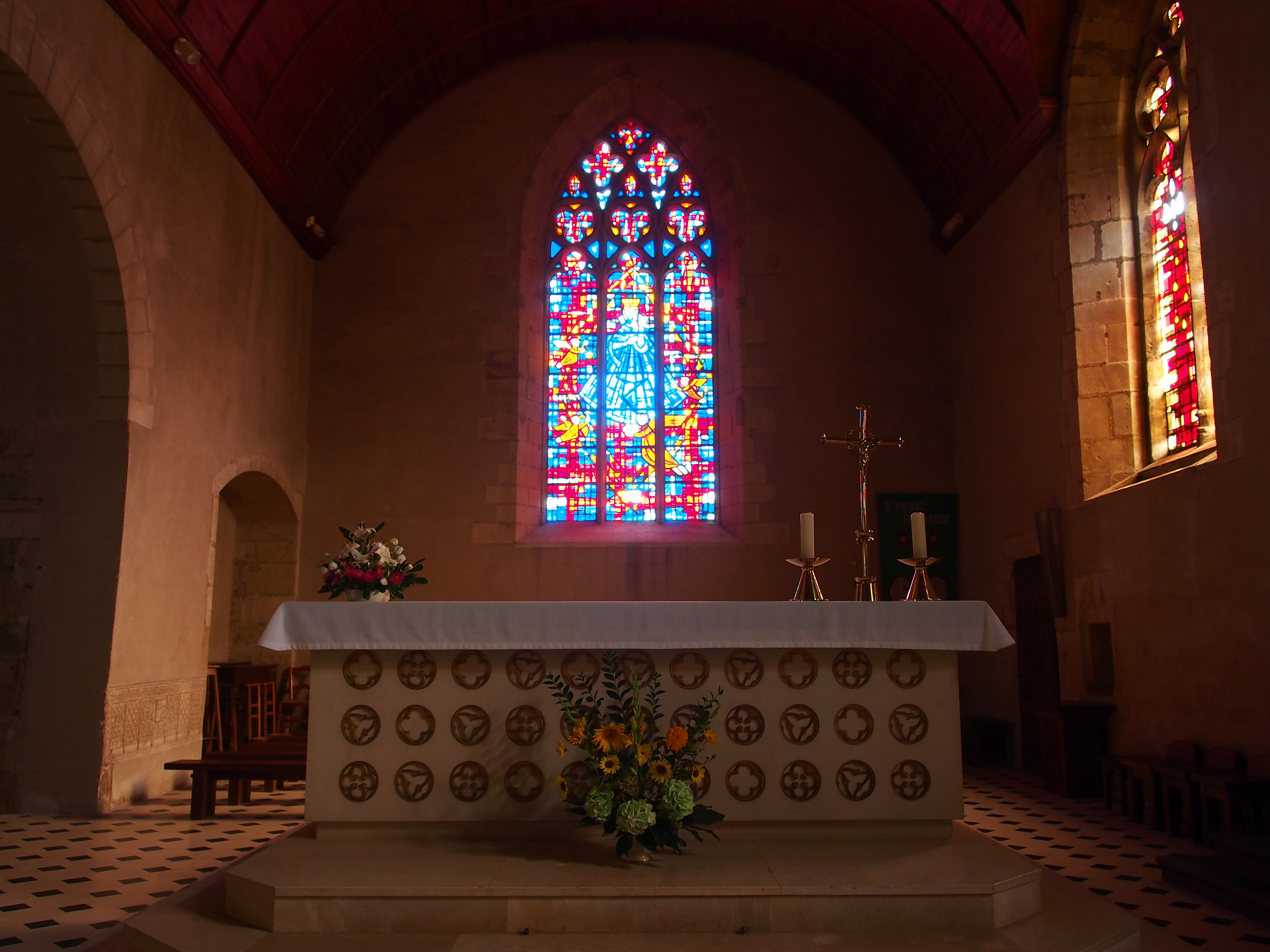
Chœur de l'église (XVe siècle).
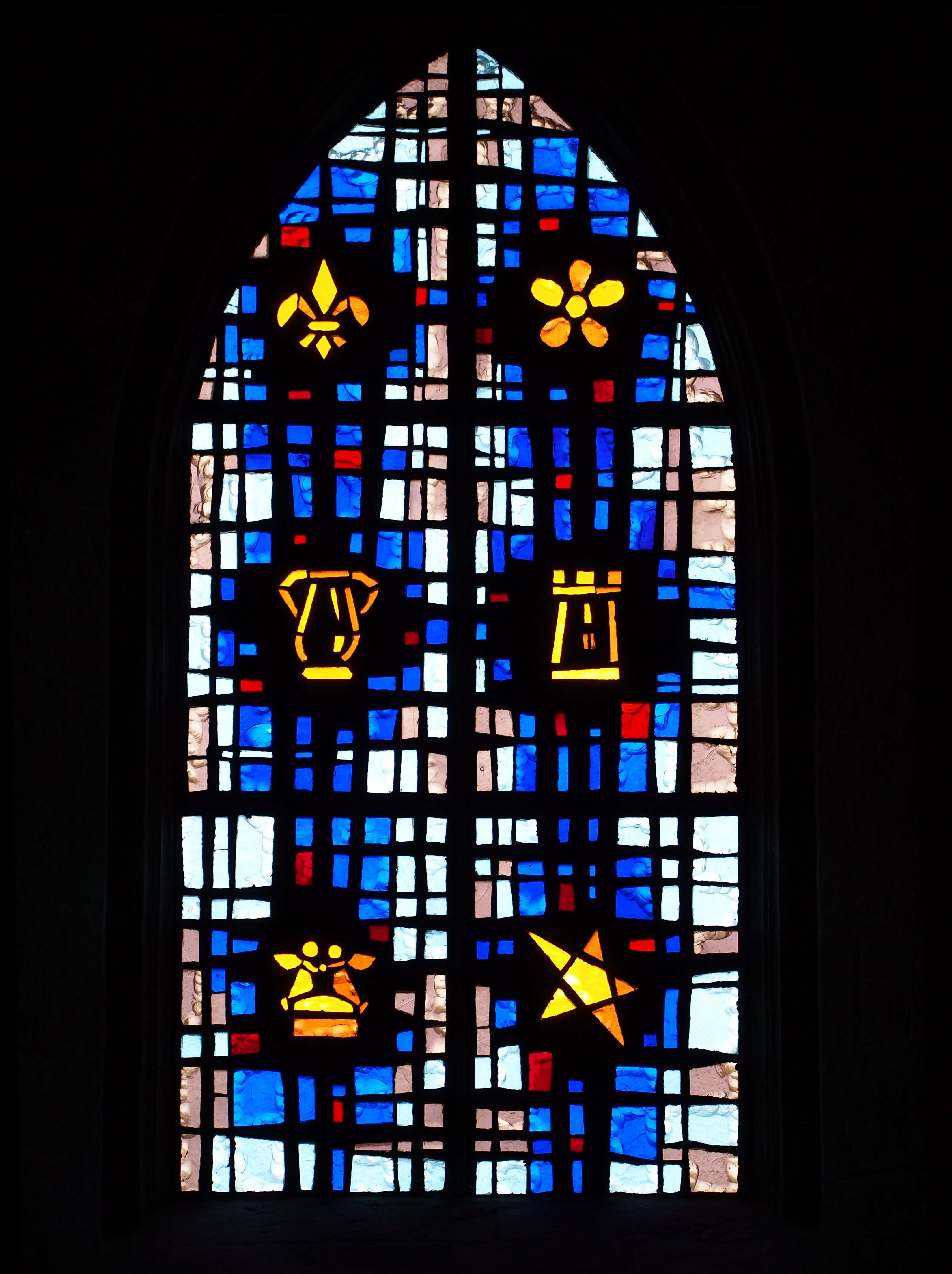
Vitrail (façade sud, 1962).
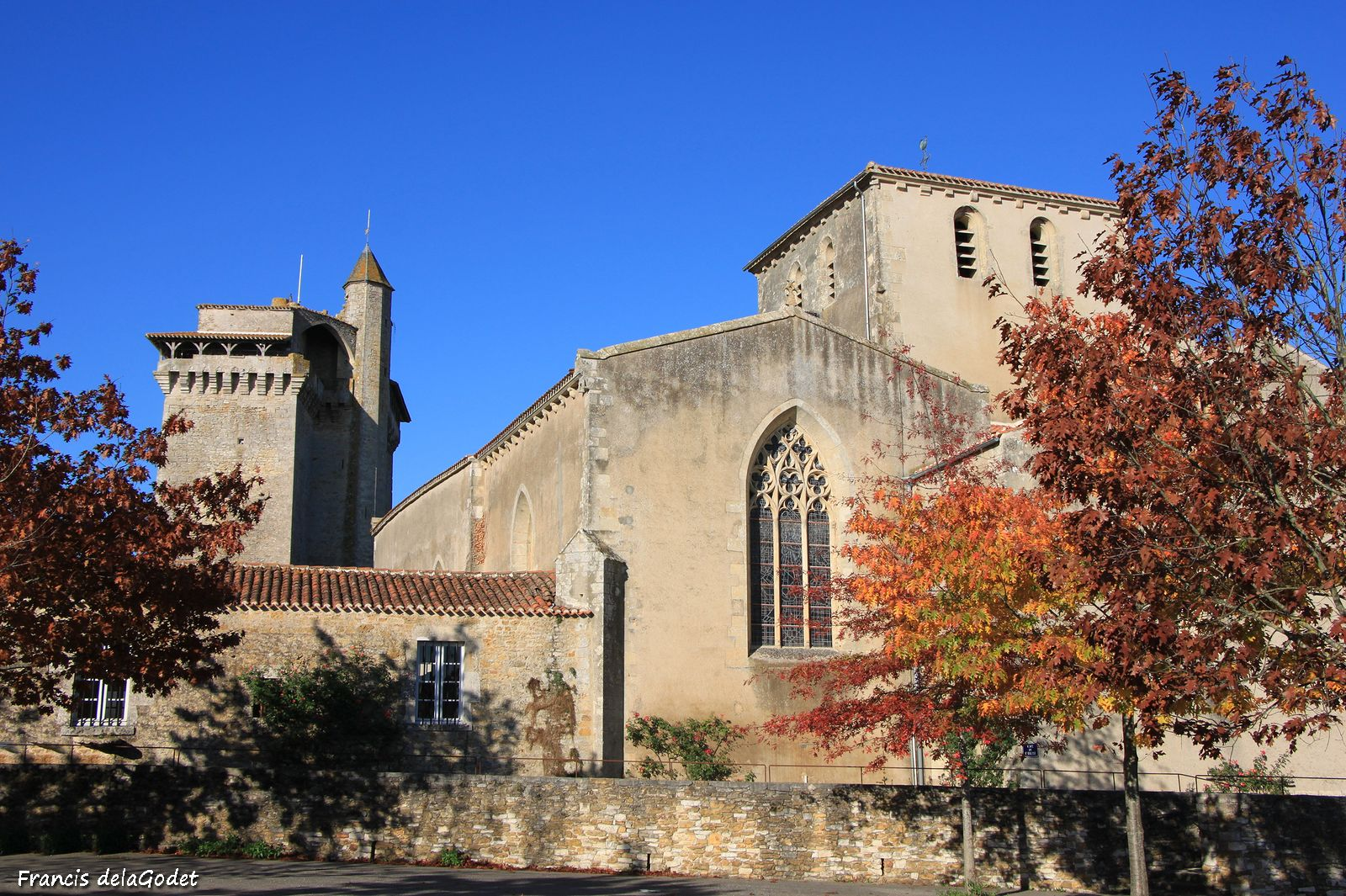
Face est (on remarque le vitrail de la Vierge dans le chœur et le clocher) avec le donjon en arrière-plan.
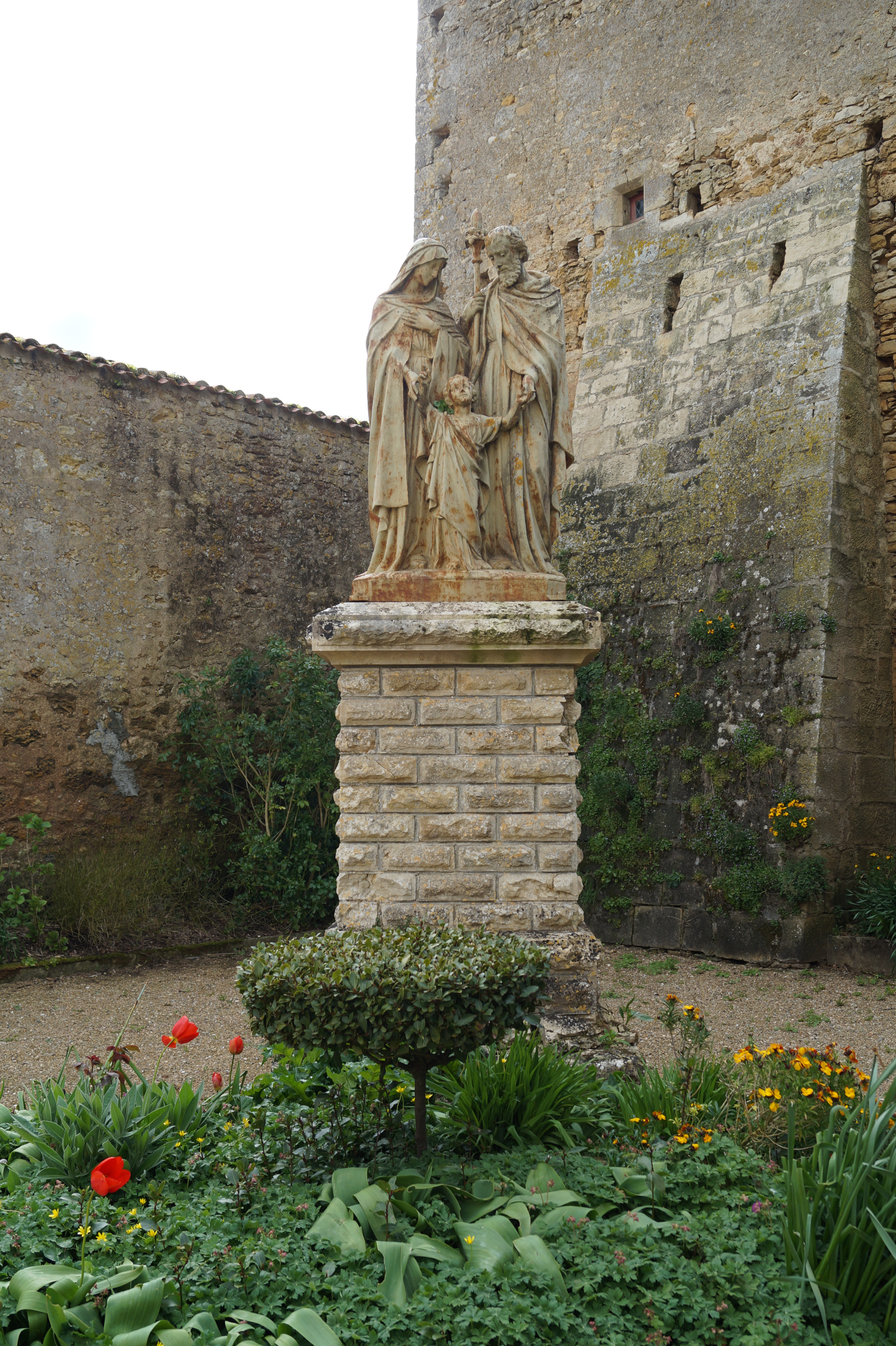
Monument situé au pied du Donjon, représentant la Sainte Famille.
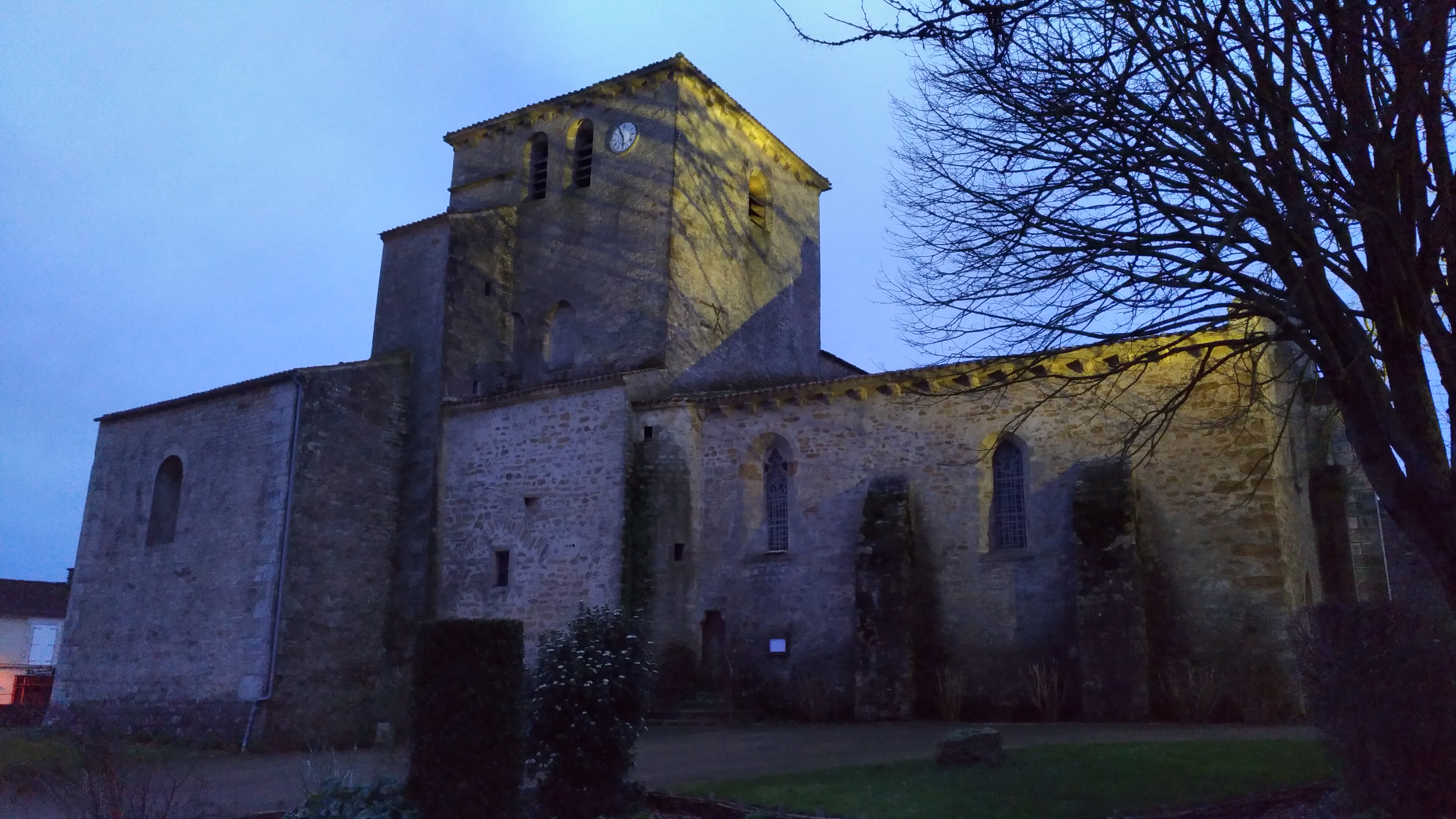
Vue de nuit de la façade nord.
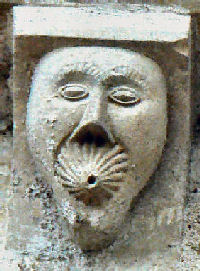
Exemple de modillon : homme avec une espèce de coquillage (un sifflet appelant à rentrer dans l'église[réf. nécessaire]?[style à revoir]), façade nord.
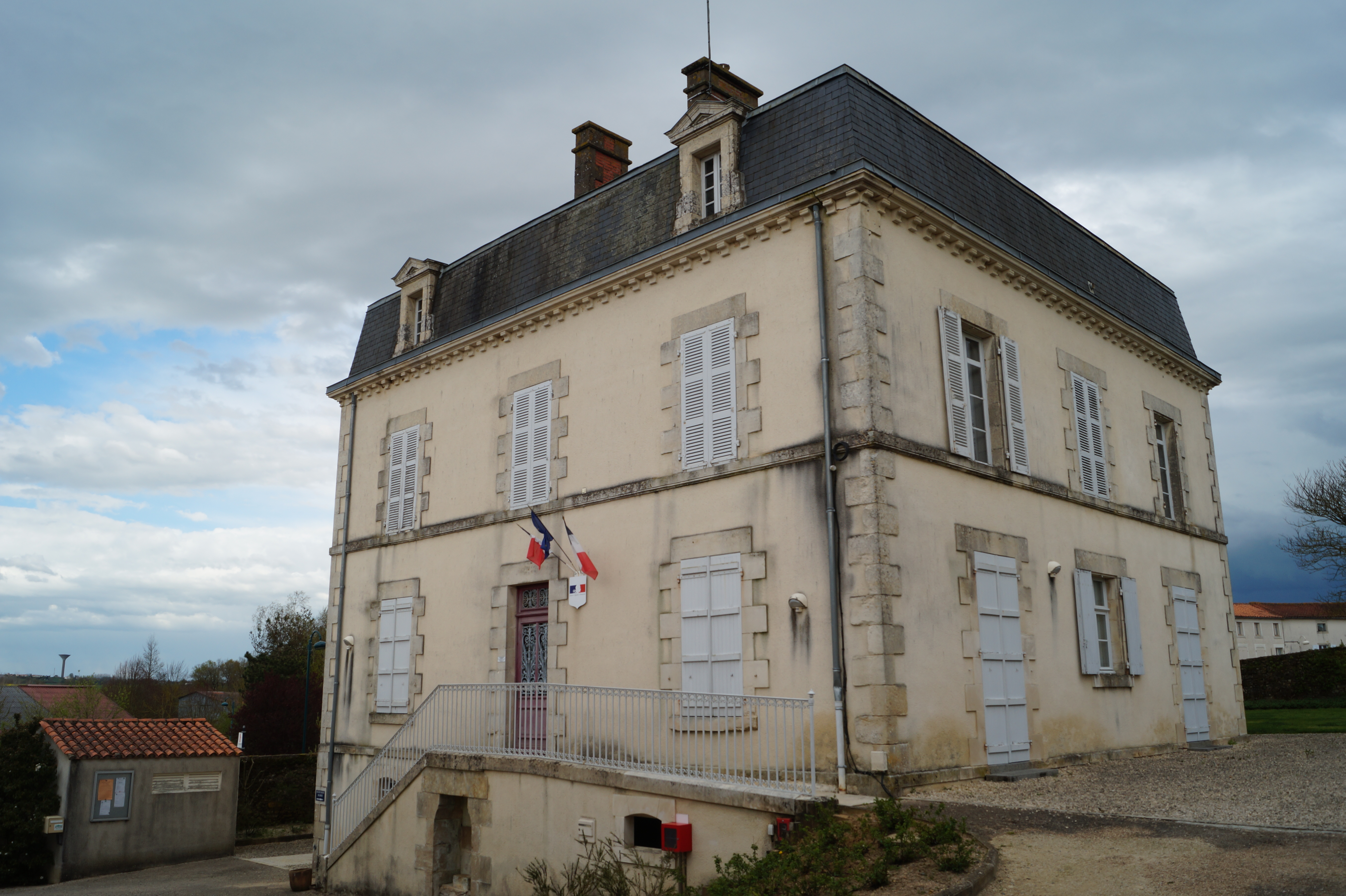
L'ancien presbytère (construit en 1893) devenu mairie en 2004.